# Marco Fajre
Marco Antonio Fajre Díaz (* 28. November 1963 in Santiago de Chile) ist ein ehemaliger chilenischer Fußballspieler. Der Stürmer spielte für Vereine in Chile und in der Schweiz.

## Karriere
Marco Fajre, auch Camello genannt, gab 1981 sein Profidebüt beim CD Palestino gegen Unión Española und wurde bis 1985 zweimal an Súper Lo Miranda aus der Tercera bzw. Segunda División verliehen. 1986 wechselte der Offensivspieler zu Deportes Temuco, wo er unter Trainer Roque Mercury als Mittelstürmer statt auf dem Flügel eingesetzt wurde und fast 60 Tore für den Verein erzielte. Dies weckte das Interesse vom CF Universidad de Chile, zu dem er 1989 ging und den Aufstieg aus der Segunda in die Primera División schaffte. 1991 sammelte der Stürmer beim FC Baden in der Schweiz Auslandserfahrung. Noch 1992 kehrte Fajre zum CD Palestino nach Chile zurück. Danach lief der Angreifer noch für Audax Italiano, die Santiago Wanderers und CD Cobresal auf. 1997 beendete Fajre seine Karriere bei Deportes Temuco.